# حسین‌آباد اسلامی (رفسنجان)
حسین‌آباد اسلامی  یک روستا در ایران است که در بخش کشکوئیه شهرستان رفسنجان واقع شده‌است.
 حسین‌آباد اسلامی  ۳۰۰۰ نفر جمعیت دارد.